# Penianthus camerounensis
Penianthus camerounensis är en tvåhjärtbladig växtart som beskrevs av A.J.F.M. Dekker. Penianthus camerounensis ingår i släktet Penianthus och familjen Menispermaceae. Inga underarter finns listade i Catalogue of Life.